# Resol
Resol fue una revista literaria editada en Santiago de Compostela entre 1932 y 1936.

## Historia y características
Subtitulada Hojilla volandera del pueblo (Folla voandeira do pueblo en el último número), en alusión a su carácter de pliego literario popular, apareció en mayo de 1932. Fue dirigida por Arturo Cuadrado Aunque tenía una periodicidad irregular supuso una iniciativa original con la que se pretendía acercar la literatura al pueblo a través de su distribución gratuita por calles y establecimientos de la ciudad; en palabras de su director, Arturo Cuadrado, "servía para poner el arte al alcance de marineros y campesinos".
El compromiso con la cultura llevó a los autores de la idea, intelectuales de izquierdas adscritos a la Universidad de Santiago de Compostela, a crear la librería Niké, donde los precios de los libros dependían del poder adquisitivo del lector, y la barraca Resol, que llevaba los libros y el arte por todas las ferias de Galicia. La publicación contó con la colaboración de destacados escritores como Ánxel Fole, encargado de elaborar el último número, Álvaro Cunqueiro, Rafael Dieste, Ramón Cabanillas, Ramón Otero Pedrayo, Vicente Risco o Fermín Bouza Brey, además de otros muchos poetas de la generación del 27.
Publicó escritos de Juan de Mena, Antonio Machado, Jorge Manrique, Rafael Alberti, Federico García Lorca, Gerardo Diego, Teresa de Ávila, Eduardo Pondal, Manuel Curros Enríquez, Rosalía de Castro, Álvaro Cunqueiro, Luis Pimentel, Antonio Noriega Varela, Ánxel Fole, Rafael Dieste, Ramón Cabanillas, Luis Amado Carballo, Manuel Antonio, Ricardo Carballo Calero, Eugenio Montes, Vicente Risco, Ramón Otero Pedrayo, Fermín Bouza-Brey, Castelao, Carlos Maside etc. Incluía, también, traducciones de escritores extranjeros, como Yvan Goll, Rainer Maria Rilke, Paul Verlaine o Charles Baudelaire; colaboraciones en lenguas distintas al gallego y al castellano -que eran las mayoritarias-, como el poema "Condamné" de Philippe Soupault o "Fala do sol" de Teixeira de Pascoaes; o textos de la literatura popular gallega.
Se imprimía en papel de color y constaba de cuatro páginas sueltas, en las que predominaba la poesía y aparecían, en menor medida, otros géneros literarios. Cesó con el número 10 el 25 de julio de 1936.

### Segunda etapa
Hubo una segunda etapa de esta revista, que reapareció en Buenos Aires entre el 1 de diciembre de 1937 y el 1 de enero de 1938 con la cabecera Resol de Galicia en Buenos Aires. Dirigida por Arturo Cuadrado y Luis Seoane, editó dos únicos números, en los que -además de los contenidos de su predecesora- incluyó una hoja complementaria titulada Él Bulubú. 